# LA-LA-LA
「LA-LA-LA」（ラ-ラ-ラ）は、研ナオコの11枚目のシングル。1976年6月25日にキャニオン・レコードから発売された。

## 概要
中島みゆきが初めて他者へ提供した作品である。楽曲自体は研ナオコの次のシングル曲『あばよ』が先にできていたのだが、「（暗い曲調の）『愚図』と『あばよ』の間に明るい曲を入れたい。そうすればいずれの曲も生きるから」という田邊昭知の意向により、本曲が作られた。ト短調である。
本作で研は『第27回NHK紅白歌合戦』に初出場を果たした。

## 収録曲
- 全作詞・作曲：中島みゆき、編曲：クニ河内

A面
1. LA-LA-LA（3分08秒）

B面
1. 雨が空を捨てる日は（2分54秒）

## カバー
LA-LA-LA
- 中島みゆき（1992年、映像作品『夜会VOL.3 KAN TAN(邯鄲)』収録／セルフカバー）

雨が空を捨てる日は
- 中島みゆき（1976年、アルバム『みんな去ってしまった』収録／セルフカバー）
- ちあきなおみ（1977年、アルバム『ルージュ』収録）